# PyTorch
PyTorch – otwartoźródłowa biblioteka programistyczna języka Python do uczenia maszynowego, stosowana w aplikacjach takich jak: przetwarzanie języka naturalnego. PyTorch został stworzony przez oddział sztucznej inteligencji Facebooka. Przykładem oprogramowania opartego na tej bibliotece jest oprogramowanie Pyro firmy Uber do probabilistic programming. Od 2022 roku PyTorch jest rozwijane i utrzymywane przez Linux Foundation.